# 2,3,7,8-tetraklordibenzodioksin
Dioksin (di- + oksi- + -in), 2,3,7,8-tetraklordibenzodioksin ili 2,3,7,8 - TCDD, C12H4Cl4O2, je sporedni proizvod sinteze herbicida 2,4,5-triklorfenoksioctene kiseline. Dioksin se ne otapa u vodi ni u organskim otapalima, otapa se u uljima i mastima. Jedna od najotrovnijih ikada sintetiziranih tvari, oko 200 puta otrovniji od bojnog otrova sarina, djeluje kancerogeno i teratogeno (proces nastanka nakaznosti u ljudi, životinja i biljaka). Iznimno stabilan, dugo se zadržava u tlu, koje se vrlo teško dekontaminira, a kod otrovanja ne postoji odgovarajuća terapija. Upotrijebljen je u vijetnamskom ratu. U nesreći 1976. kraj Sevesa u sjevernoj Italiji bio je prisutan u otrovnom oblaku.

## Dioksini
Dioksini (PCDD / PCDF) označavaju dvije skupine kemijski slično građenih kloriranih organskih spojeva iz skupine polikloriranih ugljikovodika. 
Nastaju izgaranjem organskih tvari- na primjer pri spaljivanju otpada. Ponekad se u tu skupinu svrstavaju i poliklorirani bifenili (PCB) iako se bitno razlikuju u njihovom nastanku. Dioksini nastaju tijekom procesa paljenja i spaljivanja kod industrijske proizvodnje kemikalija s nekim halogenim elementima kao međuprodukti ili onečišćenja. Ponekad mogu nastati i pri vulkanskim erupcijama i paljenju šuma.
Dioksini su vrlo otrovni. 2,3,7,8-TCDD se ponekad nazivaju "najtoksičnijim umjetnim spojevim". Na ukrajinskog političara Viktora Juščenka pokušan je atentat s dioksinom. Štetni ucinci-karcinogeno-sarkomi mekih tkiva, limfomi, karcinom želudca, djelovanje na reprodukcijske funkcije i teratogenost.